# کریس ویباکر
کریس ویباکر، (به انگلیسی: Chris Viehbacher) (زاده ۲۶ مارس ۱۹۶۰) کارآفرین و مدیر ارشد اجرایی کانادایی-آلمانی است، که اکنون به‌عنوان مدیر عامل اجرایی شرکت سانوفی فعالیت می‌نماید. وی سابقه مدیریت در شرکت‌های پرایس واتر هاوس کوپرز و گلاکسواسمیت‌کلاین را نیز در کارنامه‌اش دارد. ویباکر به زبان‌های انگلیسی، فرانسوی و آلمانی تسلط دارد.